# Wybory parlamentarne w Szwecji w 1994 roku
Wybory parlamentarne w Szwecji odbyły się 18 września 1994. W ich wyniku do władzy powrócili socjaldemokraci pod przywództwem Ingvara Carlssona.
Frekwencja wyborcza wyniosła 86,8%. Oddano 5 555 540 głosów ważnych oraz 84 853 (1,5%) głosów pustych lub nieważnych.

## Wyniki wyborów
| Lista                                          | Liczba głosów | % głosów | +/- % | Liczba mandatów | +/- |
| ---------------------------------------------- | ------------- | -------- | ----- | --------------- | --- |
| Szwedzka Socjaldemokratyczna Partia Robotnicza | 2 513 905     | 45,3     | +7,6  | 161             | +23 |
| Umiarkowana Partia Koalicyjna                  | 1 243 253     | 22,4     | +0,5  | 80              | ±0  |
| Partia Centrum                                 | 425 153       | 7,7      | -0,8  | 27              | -4  |
| Ludowa Partia Liberałów                        | 399 556       | 7,2      | -1,9  | 26              | -7  |
| Partia Lewicy – Komuniści                      | 342 988       | 6,2      | +1,7  | 22              | +6  |
| Zieloni                                        | 279 042       | 5,0      | +1,6  | 18              | +18 |
| Chrześcijańscy Demokraci                       | 225 974       | 4,1      | -3,0  | 15              | -11 |
| Nowa Demokracja                                | 68 663        | 1,2      | -5,5  | 0               | -25 |
| inni                                           | 57 006        | 1,0      |       | 0               |     |
| Razem                                          | 5 555 540     | 100      |       | 349             |     |